# تقويم إثيوبي

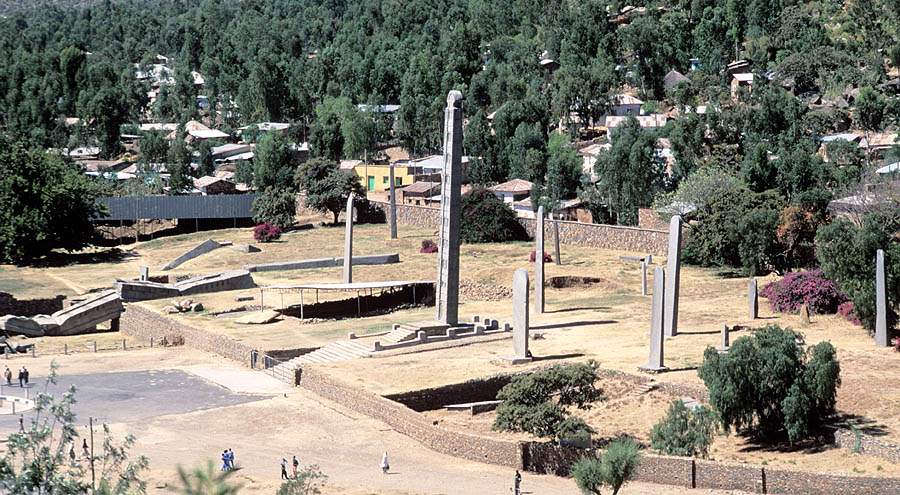

التقويم الإثيوبي (بالأمهرية: የኢትዮጵያ ዘመን አቆጣጠር) هو تقويم ديني كنسي، مشابه للتقويم المصري تستخدمه الكنائس الأرثوذكسية المشرقية في إرتيريا وإثيوبيا. وهو 12 شهرًا كل شهر 30 يوم بالإضافة لستة أيام (تسمى أحيانا الشهر الثالث عشر) يكمن الفرق بين التقويمين المصري والإثيوبي في أسماء الشهور. و يتمسكون الان بحضارتهم و تاريخهم  بفارق عن التاريخ الميلادي 